# Avianca Group

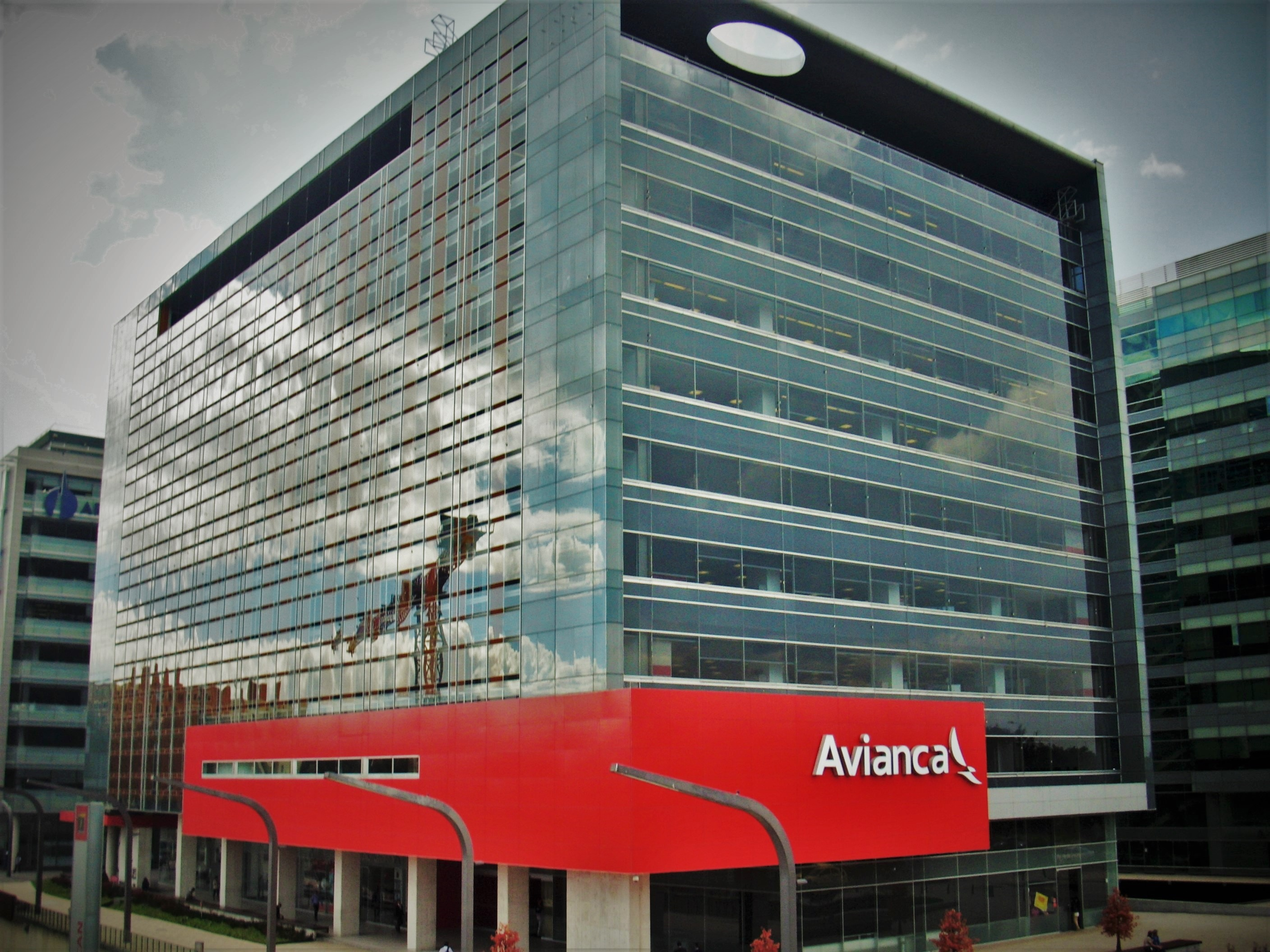
Verwaltungssitz der Avianca Group an der Avenida Eldorado in Bogotá.

Avianca Group International Limited (bis 2021 Avianca Holdings S.A. bzw. bis 2013 AviancaTaca Holding S.A.) ist eine Holding unter deren Dach die beiden Fluggesellschaften Avianca aus Kolumbien und TACA aus El Salvador sowie acht weitere Fluggesellschaften zusammengeschlossen sind. Avianca erstellt Dienstleistungen in den Bereichen Tourismus, Technik, Wartung und spezialisierte Wartung. Das Unternehmen transportierte 30,5 Millionen Passagiere im Jahr 2018.

## Unternehmen

Logo der Avianca Holdings

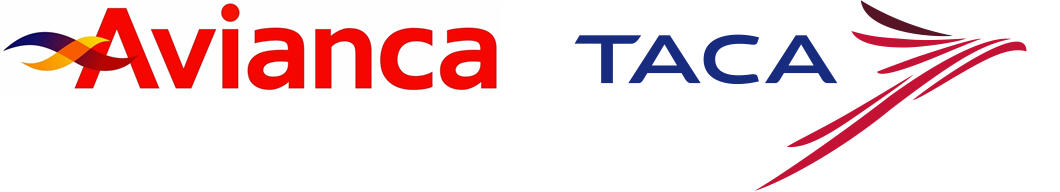
Ehemaliges Logo der AviancaTaca

Die Holding wurde im Februar 2010 gegründet und bezeichnet sich als „Multi-Latam-Unternehmen“, also ein Unternehmen an dem mehrere lateinamerikanische Fluggesellschaften beteiligt sind. Der brasilianisch-kolumbianische Geschäftsmann Germán Efromovich war von 2004 bis 2019 Präsident und Vorsitzender des Aufsichtsrates.
Die Gesellschaft ist nach Umsatz die drittgrößte Airline-Holding in Lateinamerika, nach der brasilianisch-chilenischen LATAM Airlines Group und der brasilianischen Billigfluggesellschaft Gol Transportes Aéreos. Mit einer Flotte von über 189 Flugzeugen (2017) und einem Passagieraufkommen von über 30,5 Millionen Fluggästen (2018) ist sie die zweitgrößte Fluggesellschaft Südamerikas.
Vergleichbare Holding-Gesellschaften in Europa sind die International Airlines Group und Air France-KLM.

## Geschäftstätigkeit

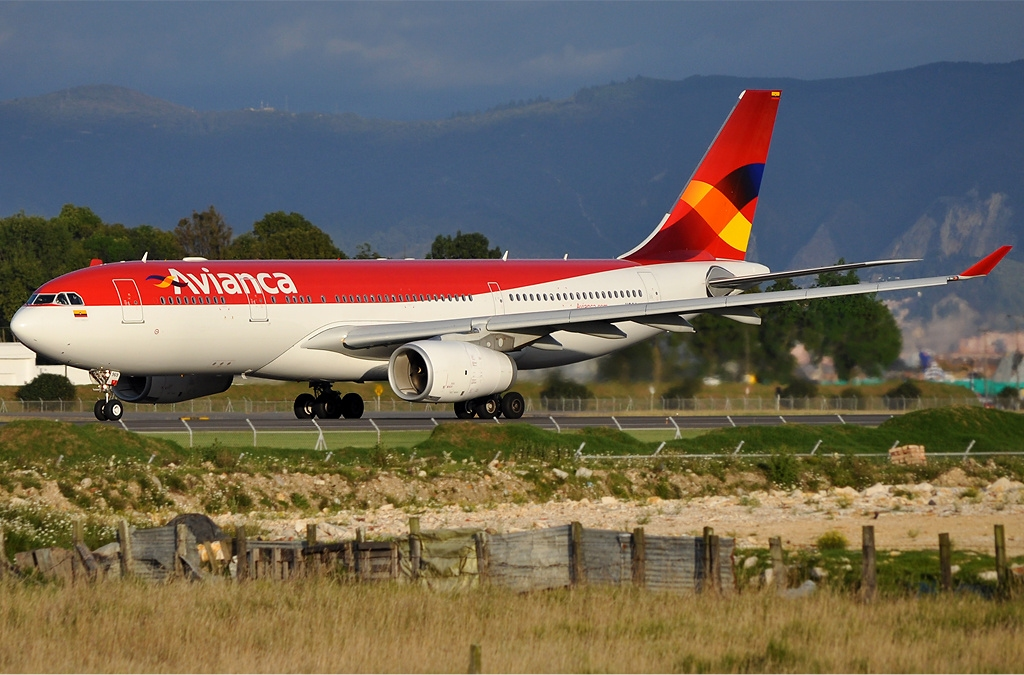
Airbus A330-200 der Avianca

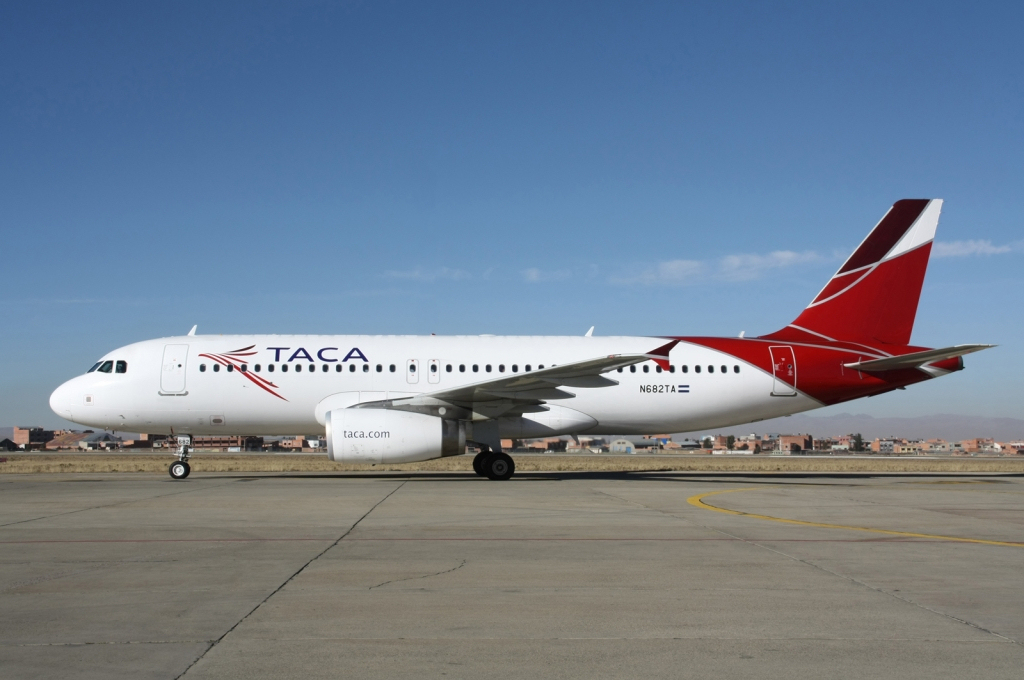
Airbus A320-200 der TACA

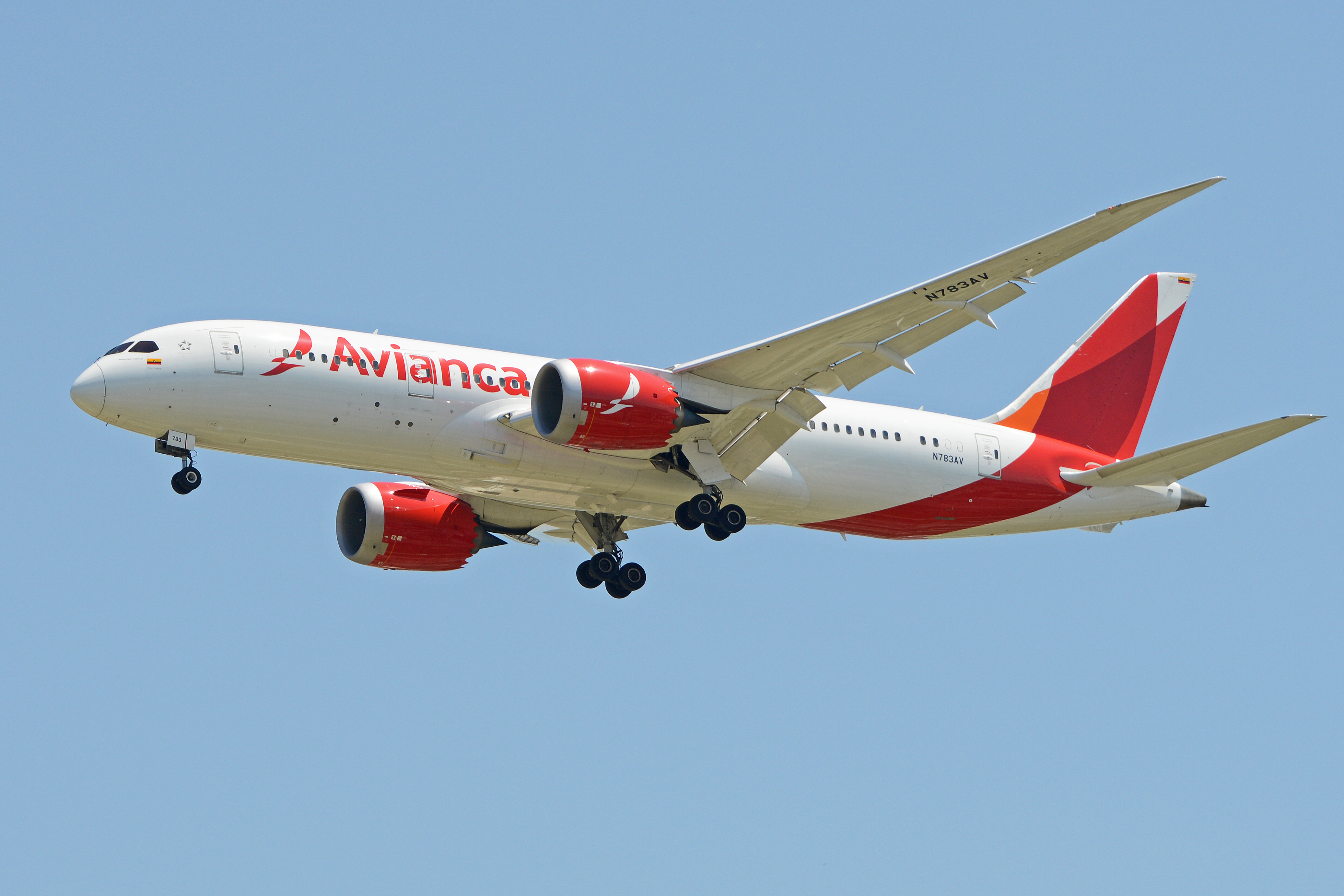
Boeing 787-8 im gemeinsamen Corporate Design von Avianca

Seit dem 21. Juni 2012 sind Avianca und TACA Mitglieder der Luftfahrtallianz Star Alliance.
Die Airlines der Avianca Holdings S.A. operieren aus zwei strategisch verteilten, wichtige lateinamerikanischen Hubs aus: Bogotá (Kolumbien) und San Salvador (El Salvador). Mit einer modernen Flotte von über 180 Kurz-, Mittel- und Langstrecken-Flugzeugen und einem Team von mehr als 21.000 Mitarbeitern, fliegen sie direkt über 105 Destinationen in Amerika und Europa an. Über diese bestehen weitere 750 Verbindungen durch Codeshare-Abkommen mit anderen Mitgliedern der Star Alliance. Die Gesellschaften der Avianca Holdings beförderten 2018 mehr als 30,5 Millionen Passagiere und haben 7,8 Millionen Kunden in ihrem Vielfliegerprogramm LifeMiles.
Alle Fluggesellschaften treten mit dem Corporate Design der über 100-jährigen kolumbianischen Avianca auf.

## Pandemie-Krise und Chapter 11
Avianca Holdings S.A. gab am 10. Mai 2020 bekannt, dass es sich freiwillig dem Chapter 11 des nordamerikanischen U.S. Insolvenzgesetz vorm Insolvenzgerichts des südlichen Bezirks von New York unterstellt, „um das Geschäft des Unternehmens zu erhalten und neu zu organisieren“. Chapter 11 regelt eine vom Gericht überwachte Reorganisierung der Firmenfinanzen. Die Ankündigung ist eine der direkten Folgen der durch die COVID-19-Pandemie verursachten Krise.
Die folgenden, sämtlichen zur Avianca Holdings gehörenden Fluggesellschaften (10) und weiteren zugehörigen Firmen sind mit Stand Mai 2020 von dieser Maßnahme betroffen:
1. Aero Transporte de Carga Unión, S.A. de C.V. – AeroUnion (6R), Aeropuerto Internacional, Mexiko-Stadt,  Mexiko
2. Aeroinversiones de Honduras, S.A.
3. Aerovías del Continente Americano S.A. – Avianca (AV), El Dorado, Bogotá,  Kolumbien
4. Airlease Holdings One Ltd.
5. America Central (Canada) Corp.
6. America Central Corp.
7. AV International Holdco S.A.
8. AV International Holdings S.A.
9. AV International Investments S.A.
10. AV International Ventures S.A.
11. AV Investments One Colombia S.A.S.
12. AV Investments Two Colombia S.A.S.
13. AV Taca International Holdco S.A.
14. Avianca Costa Rica S.A. (LR) zuvor LACSA Costa Rica (1945–2017), Juan Santamaría, San José,  Costa Rica
15. Avianca Holdings S.A.
16. Avianca Leasing, LLC
17. Avianca, Inc.
18. Avianca Ecuador S.A. (2K), Aeropuerto Internacional, Quito,  Ecuador
19. Aviaservicios, S.A; zuvor AeroGal (1986–2018)
20. Aviateca Guatemala, S.A. (GU) als Avianca Guatemala, La Aurora, Guatemala-Stadt,  Guatemala
21. Avifreight Holding Mexico, S.A.P.I. de C.V.
22. C.R. Int' l Enterprises, Inc.
23. Grupo Taca Holdings Limited
24. International Trade Marks Agency Inc.
25. Inversiones del Caribe, S.A.
26. Isleña de Inversiones, S.A. de C.V. – Isleña Airlines als Avianca Honduras (WC), Golosón, La Ceiba,  Honduras
27. Latin Airways Corp.
28. Latin Logistics, LLC
29. Nicaragüense de Aviación, Sociedad Anónima (NICA, S.A.) – Avianca Nicaragua (IATA-Code unbekannt) zuvor NICA (Aeronica), Augusto César Sandino, Managua,  Nicaragua
30. Regional Express Américas S.A.S. – Avianca Express (EX), El Dorado, Bogotá,  Kolumbien
31. Ronair N.V.
32. Servicio Terrestre, Aereo y Rampa S.A.
33. Servicios Aeroportuarios Integrados SAI S.A.S.
34. Taca de Honduras, S.A. de C.V.
35. Taca de México, S.A.
36. TACA International Airlines S.A. – TACA als Avianca El Salvador (TA), Comalapa, San Salvador,  El Salvador
37. Taca S.A.
38. Tampa Cargo S.A.S. – Avianca Cargo (QT), José Maria Córdova, Medellín,  Kolumbien
39. Technical and Training Services, S.A. de C.V.

Zudem sah sich Avianca gezwungen die Tätigkeit der zuvor zur Holding gehörigen Avianca Perú einzustellen und begann am 20. Mai 2020 mit der Liquidation des Unternehmens.
Anfang August 2021 gab das Unternehmen bekannt, dass der Verwaltungsrat der Holding die Einreichung des Reorganisationsplans des Unternehmens beim US-Konkursgericht genehmigt, und mit der Unterstützung seiner Gläubiger beim Konkursgericht einen Antrag auf Genehmigung der Bedingungen der Verpflichtungserklärungen zur Ausstiegsfinanzierung nach Chapter 11 in Höhe von 1,6 Milliarden US-Dollar eingereicht hat. Die Hauptidee ist es, mit den Billigfluggesellschaften zu konkurrieren, außerdem die Neukonfiguration seiner Flugzeuge und den Ausbau seines nationalen und internationalen Streckennetzes.
Am 2. November 2021 hat der Southern District Court of New York die Genehmigung für den Reorganisationsplan erteilt. Damit konnte das Unternehmen den Ausstieg aus dem Insolvenzverfahren nach Chapter 11 beginnen, das am Ende des Monats abgeschlossen wurde.

## Ehemalige Aktionärsstruktur
Die Synergy Group war über die BRW Aviation LLC in Delaware mit 78,1 % der größte Anteilseigner, danach kam die Kingsland Holdings (Bahamas) mit 14,46 %. Der Rest befand sich in Streubesitz (Datum 24. Mai 2019). Zu dieser Zeit hat die US-Fluggesellschaft United Airlines in Bogota rechtliche Schritte wegen eines säumigen Darlehens in Höhe von 456 Millionen US-Dollar eingeleitet, das sie dem Avianca-Vorsitzenden Germán Efromovich im Rahmen einer vorgeschlagenen Partnerschaft gewährt hatte. Efromovichs Mehrheitsbeteiligung an Avianca diente als Sicherheit für das Darlehen. Jetzt unter der Kontrolle von United erzwangen sie die Einsetzung von Roberto Kriete  als Vorsitzender des Verwaltungsrats.

## Avianca Group
Die Holding hatte am 10. Mai 2020 vor dem Hintergrund der Coronavirus-Pandemie bei einem US-Gericht in New York Konkurs nach Chapter 11 beantragt. Nachdem sie im Rahmen eines Debt-for-Equity-Deals neue Finanzmittel in Höhe von rund zwei Milliarden US-Dollar erhalten hatte und am 2. November 2021 das US-Gericht den Restrukturierungsplan der Airline genehmigt hatte, verkündete die Gesellschaft, dass ihr Sitz in das Vereinigte Königreich verlegt und ihre Aktien nicht mehr an der kolumbianischen Börse gehandelt werden. Die bisherigen Aktionäre werden weder eine Auszahlung erhalten noch als Aktionäre in die jetzt als Avianca Group International Ltd. firmierenden Avianca Group einbezogen. Unbekannt ist auch warum sie ihren Sitz verlegt oder warum sie sich für Großbritannien entschieden hat.